# Sørvad
Sørvad is een plaats in de Deense regio Midden-Jutland, gemeente Herning, en telt 1035 inwoners (2008).

## Station

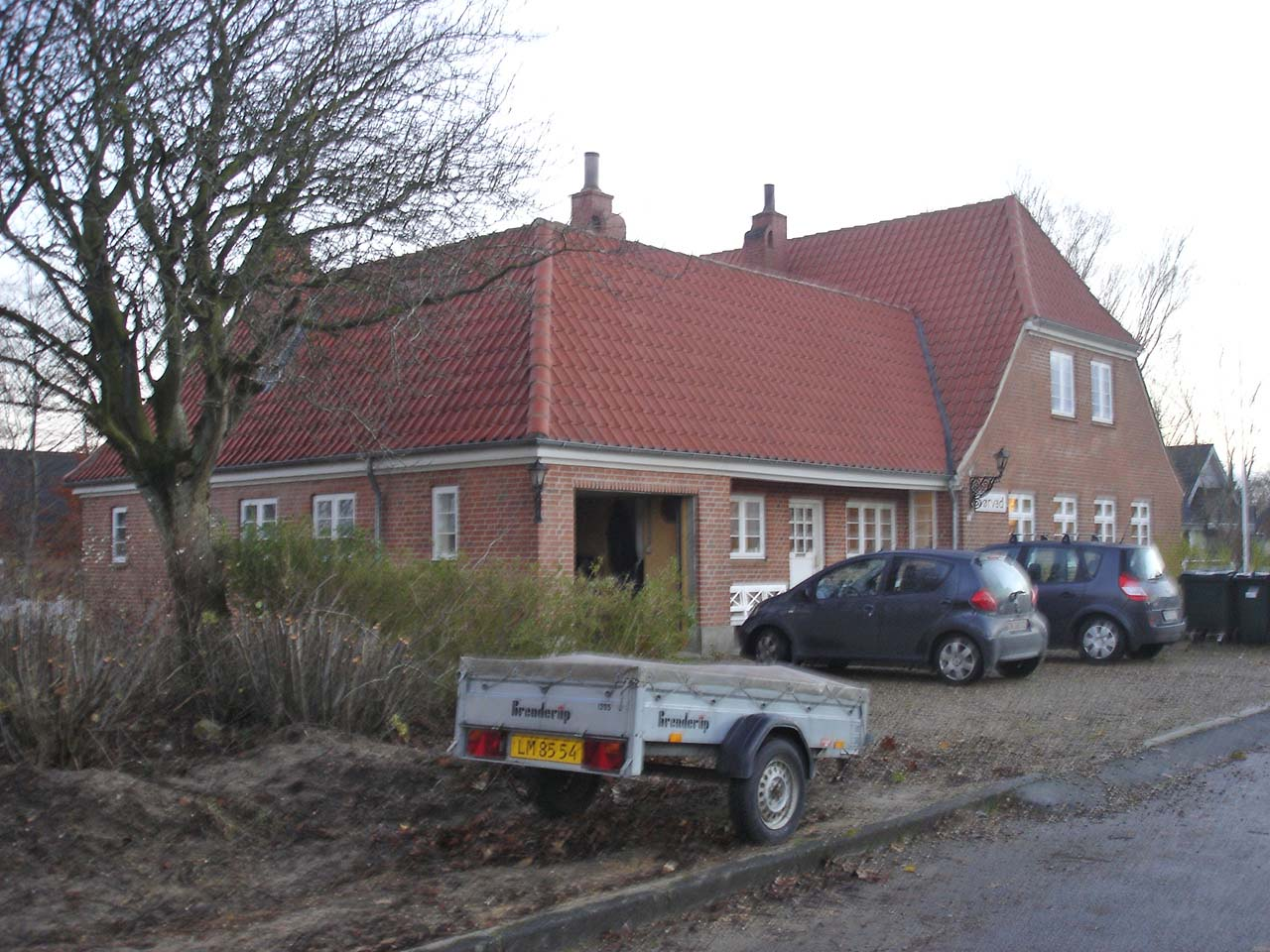
Voormalig station

Sørvad ligt aan de route van de voormalige spoorlijn Ringkøbing - Holstebro Syd, een van de laatste lijnen die werd aangelegd. Het tweede deel, waaraan Sørvad ligt, kwam pas gereed in 1925 en werd in 1961 weer gesloten. Het voormalige station is nog steeds aanwezig.